# Maguru
Maguru est une localité du Cameroun, située dans l'arrondissement de Benakuma, le département du Menchum et la Région du Nord-Ouest.